# Deylam (Verwaltungsbezirk)
Deylam (persisch شهرستان دیلم) ist ein Schahrestan in der Provinz Buschehr im Iran. Er enthält die Stadt Bandar Deylam, welche die Hauptstadt des Verwaltungsbezirks ist. 

## Demografie
Bei der Volkszählung 2016 betrug die Einwohnerzahl des Schahrestan 34.828. Die Alphabetisierung lag bei 89 Prozent der Bevölkerung. Knapp 82 Prozent der Bevölkerung lebten in urbanen Regionen.
| Zensusjahr | Einwohnerzahl |
| ---------- | ------------- |
| 2011       | 31.570        |
| 2016       | 34.828        |